# Seznam francoskih odpornikov druge svetovne vojne
Seznam francoskih odpornikov druge svetovne vojne.

## A
- Lucie Samuel-Aubrac (1912)
- Raymond Aubrac (1914)

## B
- Robert Benoist (1895-1944)
- Denise Bloch (1915-1945)
- Andrée Borrel (1919-1944)

## D
- Madeleine Damerment (1917-1944)
- Marie Louise Dissard

## G
- William Grover-Williams (1903-1945)

## L
- Cecily Lefort (1900-1945)

## M
- Pierre Mendès-France (1907-1982)
- Jean Moulin (1899-1943)

## P
- Abbé Pierre (1912- )
- Christian Pineau(1904-1995)
- Eliane Plewman (1917-1944)

## R
- Germaine Ribière
- Elise Rivet (1890-1945)
- Lilian Rolfe (1914-1945)

## S
- Odette Sansom (1912-1995)
- Suzanne Spaak
- Violette Szabo (1921-1945)

## W
- Jean-Pierre Wimille (1908-1949)